# 仙台七夕祭

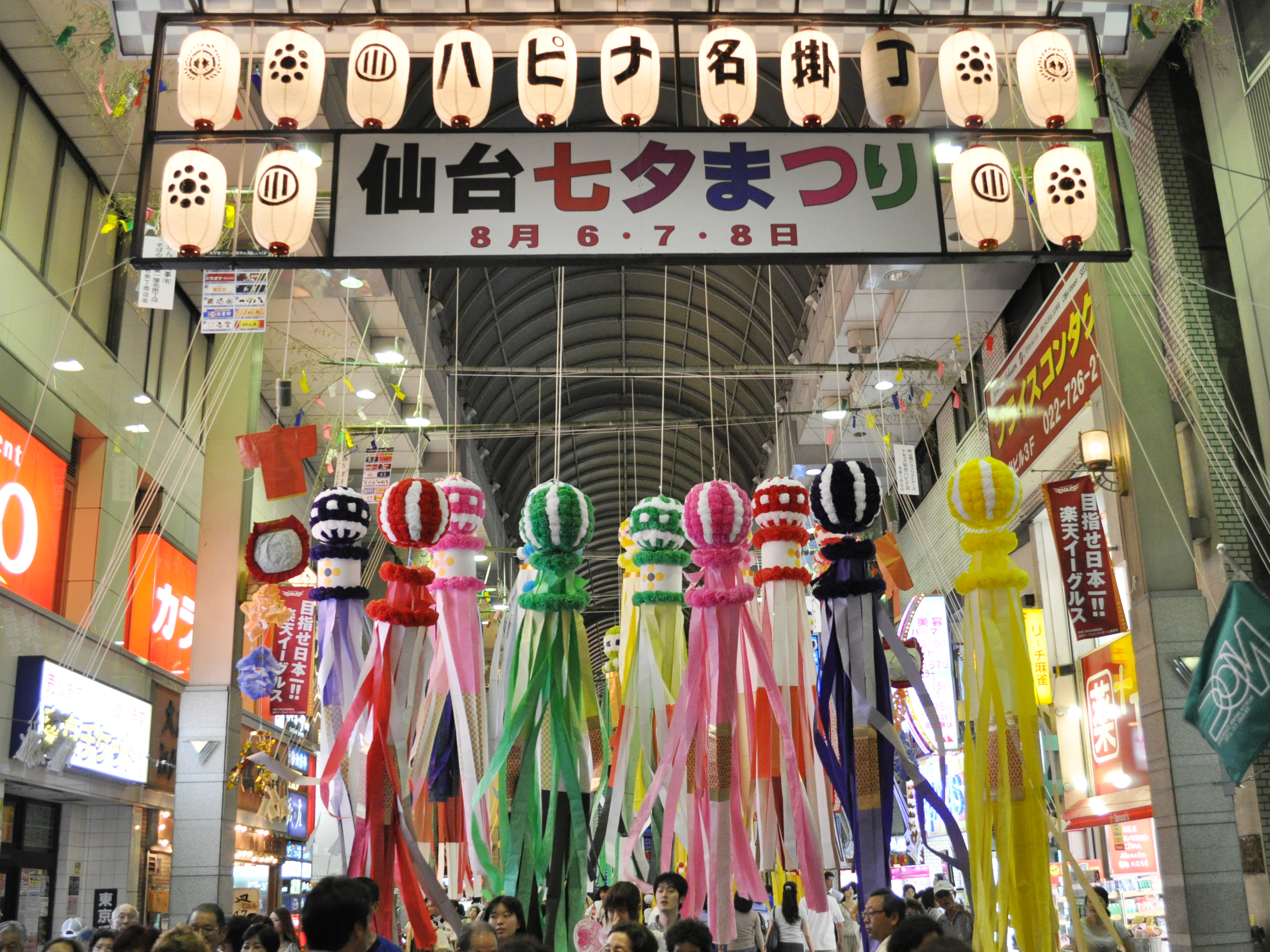
2010年仙台七夕祭的装饰。

仙台七夕祭（日语：／ Sendai Tanabata Matsuri）是仙台每年八月六日到八日舉行的七夕祭，規模全日本最大，吸引很多遊客到北方古城。在七夕祭中，市內各地都掛上華麗漂亮的七夕裝飾，大家穿上浴衣參加的晚間游行等；節目豐富，別有情趣。
宮城縣仙台的七夕祭，在日本是最有名的祭典，按照古老習慣，於舊曆（阴历）的七月七日，也就是七夕节（阳曆的八月初）舉行。主要的風景物是位於車站中央的七夕街道，商店街的圓拱形出入口被華麗裝飾著，許多的短箋、風旛，以及華麗的千羽鶴，這些都是仙台七夕才有的裝飾物。而在傍晚舉行七夕遊行，抬神轎、花車，鼓笛隊伍等，經由定禪寺熱鬧地遊行。近年來，仙台市在七夕祭典的前夜，舉行煙火大會，彩繪出夏天夜空的煙火，讓觀光客目不轉睛地欣賞。

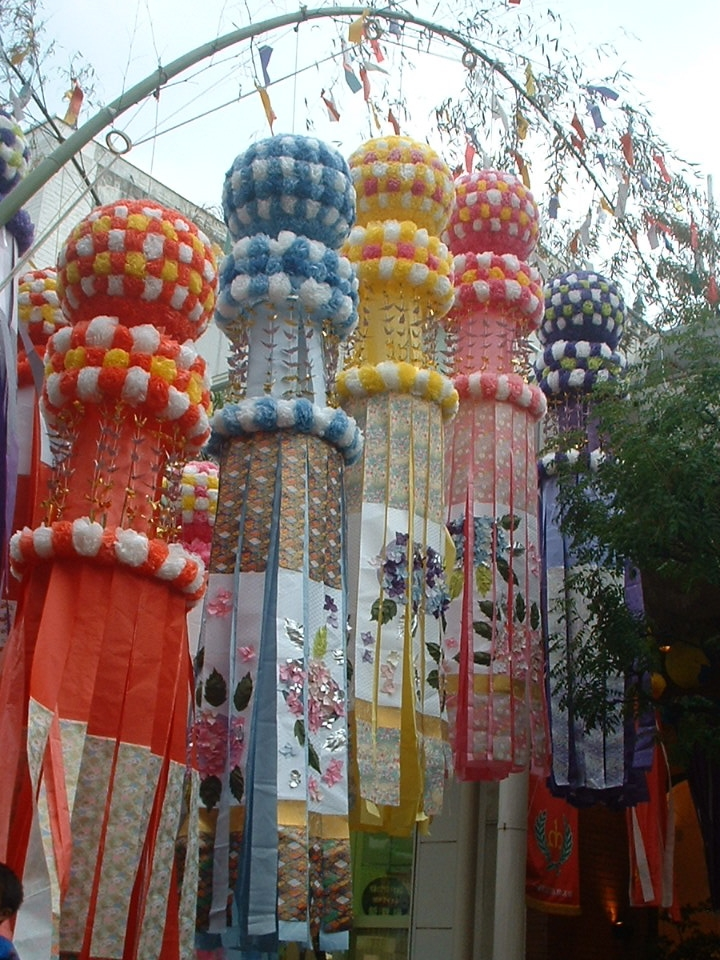
2005年仙台七夕祭。

而其中也會有傳統日式小吃，章魚燒等等。

## 沿革
七夕節，来源于中国民俗，在日本仙台已有近400年的歷史，该节日原是朝廷貴族的祭祀活動，又稱「乞巧奠」。從江戶時代起，才成為一種民間慶祝活動。
反映著當地的悠久歷史，仙台的七夕裝飾五花八門而都有典故：紙衣服追溯到古代中國姑娘們的「乞巧」，風幡代表天河，紙錢褡則表示商人要多賺錢，因為現在的仙台七夕節是1928年，當地商店的老闆們為了吸引更多顧客而發起的。

## 活動
仙台七夕祭分為兩部份，「仙台花火祭」（仙台七夕花火まつり）又稱「前夜祭」是為後半段的主祭暖場，前後施放長達兩個小時的煙火，美不勝收，引人入勝。
「仙台七夕祭」（仙台七夕まつり）又稱「本祭」﹝8/6~8/8﹞。為期三天的「仙台七夕祭」，只能用豪華燦爛來形容，特有的仙台七夕裝飾純手工製造，一支從十幾萬日圓到數百萬日幣都有，最後還會有評點，讓人感受到濃濃的慶典味道。
明治維新以後，日本節慶祭典日期以西曆為依據，「仙台七夕祭」仍依循舊曆節氣在8月6日至8日舉行。

### 煙火大會
在七夕祭正式開始的前一晚，還特別舉行熱身的花火大會，大約1萬2千發的亮彩煙火，燦爛大派地在廣瀨川上空燃放，更加點亮眾人對七夕祭的期盼，堪稱是七夕祭的華麗前奏曲，精彩程度與七夕祭相較實在毫不遜色，喜歡看煙火的人，千萬不要錯過。
而連著3天傍晚從5時到7時，在仙台市著名的定禪寺通舉行的表演遊行，使得這條街道被洶湧人潮擠得極為擁塞，包括40個團體、約2千人合力演出精彩的舞蹈與音樂，可說為七夕祭增添了不少動感，令圍觀群眾看得目不轉睛、頻頻拍手叫好，仙台市夜晚的表情簡直比白天更美。

### 裝飾習俗
每年七夕節的時候，仙台市中心大街的各家店舖都裝飾著用和紙做的色彩艷麗的傳統竹飾。七夕裝飾品幾個月前就開始手工製作，在精心選好的十米長的竹竿上掛上紙花綵球、色彩繽紛的紙串、各色各樣的千羽鶴、錢褡等豪華絢麗的裝飾品，有的還掛上寫滿願望的長紙條兒，據說一根竹竿上所掛的裝飾品價格為數十萬到數百萬日元。主辦方會從眾多的展品中評選出當年最佳的金、銀、銅、優秀等獎項以示鼓勵。掛在鬧市上的七夕裝飾鱗次櫛比，爭奇鬥艷，迎風飄蕩，漫步在其中讓人賞心悅目。衍生到現在多成了地方商店街招攬顧客的噱頭祭典。穿梭在被彩球串淹沒、佈置得爭奇鬥豔的一條條商店街上，與周圍的擁擠人潮摩肩擦踵，頗有參加廟會的感覺，根據仙台七夕祭協贊會調查，為了觀看七夕祭美麗的裝飾，3天的祭典共可吸2、3百萬人來到仙台觀光，可見七夕祭無與倫比的魅力。
現在七夕商店街上掛的大型吊飾附有好幾條流蘇的圓球狀吊飾稱「くす玉」便是自仙台商店街開始的。
仙台這個球型吊飾除了裝飾之外，還有特別任務：為了閃避流蘇，這樣顧客會慢下腳步晃到商店內，這便達到店主的目的。吊飾是用品質很好的和紙，不容易破，也不會割傷路人，由於造價不菲，所以晚上慶典過後店家就會把它收起來。